# ميلتون هووك
ميلتون هووك (بالإنجليزية: Milton Hook) هو كاتب سير أسترالي، ولد في 1939.